# لاتنسج

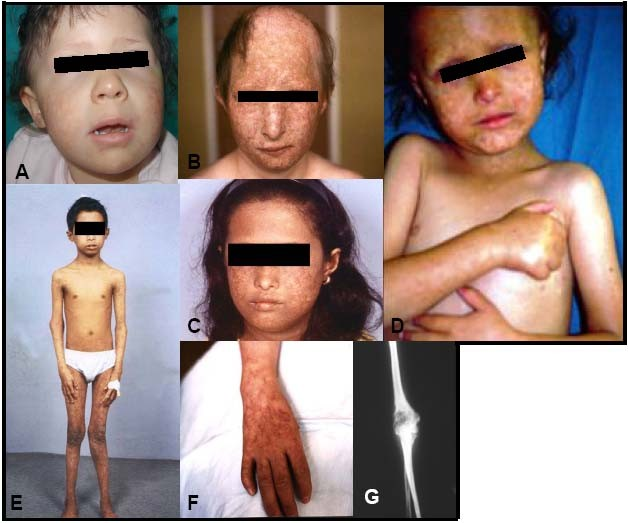

 اللاتنسج مصطلح مشتق من اليونانية (a)— وتعني لا؛ plasis— وتعني تنسج. كما يعرف أيضًا بتوقف النمو أو عدم التنسج بشكل عام بأنه «تطور مَعيب أو غياب خِلْقِي لـعضو أو نسيج.» وفي مجال علم الدم، يشير المصطلح إلى «التطور المنقوص أو المتأخر أو المَعيب أو توقف عملية التجدد الطبيعية.» وهو أحد طرق الاستجابات التكيفية للخلية.

## أمثلة
- عدم تنسج خلايا الدم ذي الكريات الحمراء النقية المكتَسبة
- عدم تنسج الجِلد الخِلْقِيّ
- فقر الدم اللاتنسجي
- عدم تنسج الخلايا الجرثومية المعروفة أيضًا باسم متلازمة خلايا سيرتولي فقط.
- عدم التنسج الكُعبُرِي

عدم تنسج *التوتة الموجود في متلازمة دي جورج والذي يحدث أيضًا بشكل طبيعي كجزءٍ من الفقدان التدريجي لوظيفة الجهاز المناعي في مراحل لاحقة من الحياة